# Дубровка (Брагинский район)
Ду́бровка (бел. Дубраўка) — посёлок в Маложинском сельсовете Брагинском районе Гомельской области Беларуси.

## География

### Расположение
В 11 км на юго-восток от Брагина, 39 км от железнодорожной станции Хойники (на ветке Василевичи — Хойники от линии Калинковичи — Гомель), 130 км от Гомеля.

## Транспортная система
Транспортные связи по просёлочной, затем автомобильной дороге Комарин — Брагин. Планировка состоит из короткой меридиональной улицы. Застроена деревянными домами усадебного типа.

## История
Основан в начале XX века. В 1908 году урочище в Брагинской волости Речицкого уезда Минской губернии.
В 1931 году организован колхоз. В 1959 году в составе колхоза «XVIII партсъезд» (центр — деревня Кривча).
До 31 октября 2006 года в составе Дублинского сельсовета. С 31 октября 2006 года по 16 декабря 2009 года в составе Чемерисского сельсовета.

## Население

### Численность
- 2004 год — 7 хозяйств, 12 жителей.

### Динамика
- 1908 год — 5 жителей.
- 1930 год — 16 дворов, 124 жителя.
- 1959 год — 161 житель (согласно переписи).
- 2004 год — 7 хозяйств, 12 жителей.